# Аничкин, Виктор Иванович
Виктор Иванович Аничкин (8 декабря 1941, Свердловск — 5 января 1975, Москва) — советский футболист. Полузащитник и центральный защитник. Мастер спорта СССР международного класса (16.08.1972).

## Биография
Воспитанник юношеской московской команды «Авангард» (1954—1955) и ФШМ при стадионе имени В. И. Ленина — 1956—1959. Практически всю карьеру провёл в московском «Динамо» в 1959—1972 годах. Один из ведущих игроков в 1960-х годах. В 1963—71 годах неизменно был капитаном команды (122 матча в чемпионате СССР).
Прекрасно координированный, прыгучий, пластичный. Болельщики дали ему прозвище Анюта. При достаточно мощной фактуре он опутывал соперника и изымал у него мяч. Отлично играл головой, часто забивал в прыжке решающие мячи (один из голов финального матча Кубка СССР 1967 года на его счету). В совершенстве владел подкатом. Прекрасно владел первым пасом и нередко начинал голевые динамовские атаки.
Получал тяжёлые травмы, из-за которых приходилось иногда пропускать по целому сезону. Из-за травм не попал на чемпионат мира-66.
В 1970 году главным тренером «Динамо» Константином Бесковым был обвинён (наряду с Валерием Масловым и Геннадием Еврюжихиным) в сдаче решающей игры за звание чемпиона СССР (против ЦСКА). В конце карьеры выступал за команду брянского «Динамо» (1972).
С 1973 года работал в аппарате МВД СССР, одно время работал тренером юношеских команд на московском стадионе «Авангард».
Умер от сердечной недостаточности в 33 года, вскоре после завершения карьеры игрока. Похоронен в Солнечногорском районе на деревенском кладбище.
В 1993—1997 годах в Москве проводился турнир команд ветеранов, посвящённый памяти Аничкина.

## Достижения
- Финалист европейского первенства 1964 года.
- Финалист Кубка обладателей кубков европейских стран 1972 года.
- Чемпион СССР 1963 года.
- Серебряный призёр Чемпионата СССР 1967 и 1970 годов.
- Обладатель Кубка СССР 1967 и 1970 годов.
- С капитанской повязкой  в чемпионатах СССР 122 игры (второй результат).[1]
- В списке 33 лучших футболистов сезона в СССР 5 раз: № 2 — 1964, 1968; № 3 — 1966, 1970. 1967 — в этом году список не классифицировался по номерам.